# SakuっとLa・ら・Ra 西宮
SakuっとLa・ら・Ra 西宮（さくっとらららにしのみや）は、さくらFMで放送されている音楽情報バラエティ番組である。

## 概要
月曜日から金曜日まで午前10時から午後1時まで生放送されている。

## 出演

### パーソナリティ
- 近藤冨士雄（月）、ひぐちのりこ（火）、池原量（水）、松本真規子（木）、中島和子（金）[1]